# Anel Raskaj
Anel Raskaj (n. 19 august 1989) este un fotbalist albanez kosovar care joacă pe postul de mijlocaș pentru clubul suedez AFC Eskilstuna.

## Cariera pe echipe

### Halmstads BK

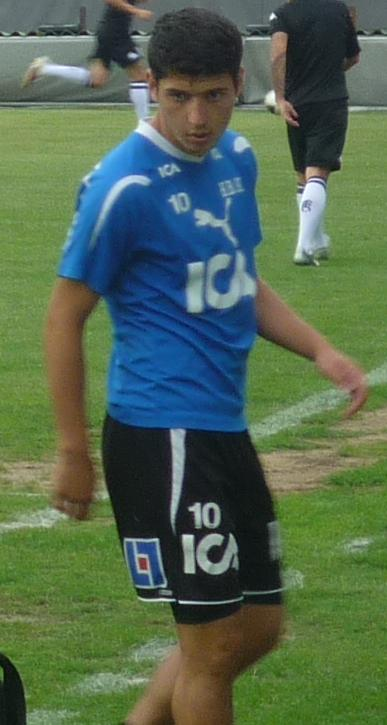
Raskaj la Halmstads BK în 2010

Raskaj a început să joace fotbal pentru KF Liria din Prizren, RSF Iugoslavia. La vârsta de 14 ani, s-a mutat cu familia sa la Halmstad în Suedia, unde și-a continuat cariera de fotbalist la IF Leikin, cu doar câteva luni înainte de a pleca la rivala locală Halmstads BK. În 2007 s-a aflat pentru prima dată pe banca de rezervă a lui IFK Göteborg în Allsvenskan și a debutat în următorul meci jucat în deplasare împotriva lui Kalmar FF, înlocuindu-l pe Martin Fribrock, la doar câteva zile după ce a împlinit 18 ani.
Înainte de sezonul 2008, el a fost promovat de la echipa de tineret la cea mare, fiind folosit în principal ca extremă stânga. În 2009, Raskaj și Michael Görlitz au fost singurii jucători care au jucat în toate meciurile dim sezon, 30 de meciuri în total, el reprezentând clubul și în toate celelalte 17 meciuri ale anului, 2 în cupă și 15 meciuri amicale, fiind astfel singurul jucător care a jucat în toate meciurile clubului în acel an. Anel Raskaj a marcat primul său gol în 2009 împotriva lui Kalmar FF.
În sezonul 2010, Janne Andersson a plecat de la Halmstads BK și a fost înlocuit de Lars Jacobsson, fostul secund. Lars a continuat cu sistemul de joc al lui Janne, 4-5-1, iar Raskaj a jucat cea mai mare parte a meciurilor sale pe banda dreaptă a mijlocului terenului, fiind utilizat de câteva ori și în partea stângă, marcând al doilea gol la începutul sezonului în victoria lui Halmstad cu 4-0 asupra lui Åtvidabergs FF. Sezonul 2011 început ca cel precedent, cu Lars Jacobsson părăsind clubul și fiind înlocuit de spaniolul Josep Clotet Ruiz. Împreună cu noul antrenor au fost aduși mai mulți mijlocași spanioli, din cauza cărora Anel a fost lăsat pe banca de rezerve. La mijlocul sezonului 2011, jucătorii spanioli au plecat de la echipă în urma expirării împrumuturilor lor, iar Clotet Ruiz a fost demis după o serie lungă de rezultate slabe. Noul antrenor, Jens Gustafsson, l-a retitularizat Raskaj pentru a o ajuta pe Halmstad să se salveze de la retrogradare până la sfârșitul sezonului.
După sfârșitul sezonului 2011, mai multi jucători de la Halmstad au decis sa părăsească clubul, printre ei aflându-se și Anel Raskaj, căruia i s-a terminat contractul A fost dorit atât de Örebro SK, cât și de Kalmar FF.

### Sandnes Ulf
La 30 ianuarie 2012, echipa norvegiană Sandnes Ulf, promovată recent, a confirmat faptul că a semnat cu Raskaj un contract pe un an.

### AFC Eskilstuna
La 27 decembrie 2016, Raskaj a semnat cu echipa nou-promovată din Allsvenskan AFC Eskilstuna. La 2 aprilie 2017, el și-a făcut debutul într-o înfrângere scor 3-1 în deplasare împotriva lui GIF Sundsvall din postura de titular.

### Priștina
La 11 august 2017. Raskaj a semnat cu echipa FK Priștina din Superliga Kosovoului. La 20 august 2017, el și-a făcut debutul într-o înfrângere scor 0-1 împotriva lui Drita, în care a fost titular. La 29 septembrie 2017, Raskaj și-a reziliat contractul cu Priștina, dând ca motiv faptul că nu s-a adaptat.

### Înapoi la AFC Eskilstuna
La 18 decembrie 2017. Raskaj s-a întors la AFC Eskilstuna din Superettan. La 31 martie 2018, el și-a făcut debutul ca titular într-o remiză scor 0-0 împotriva lui IK Brage.

## Cariera la națională

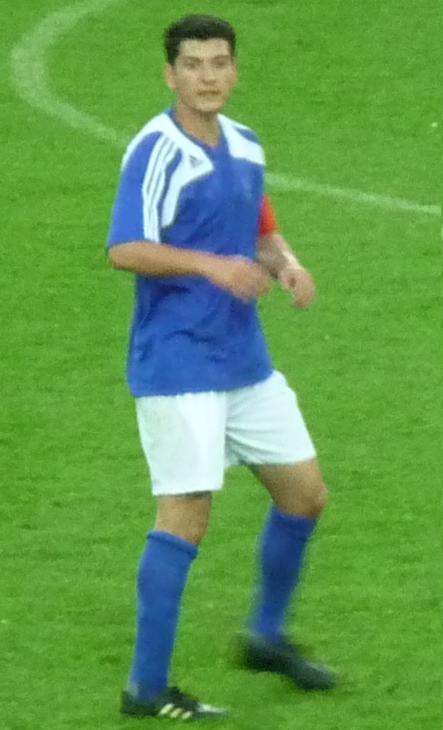
Anel Raskaj în calitate de căpitan al echipei Kosovoului în 2010

Pe 27 martie 2009, într-un interviu acordat ziarului local Hallandsposten, Raskaj a declarat că a fost contactat de co-antrenorul Suediei U21, Jörgen Lennartsson, care i-a transmis că nu a fost convocat la Campionatul European sub 21 de ani din 2009 din cauză că nu avea cetățenia suedeză. El a declarat, de asemenea, în interviu că va alege Suedia înaintea Kosovoului, dacă va fi considerat suficient de bun pentru a fi convocat de Suedia. Într-un alt interviu pentru Fotbolldirekt.se, el a declarat că a refuzat o convocare din partea Albaniei.
În anul 2009 Raskaj a fost chemat la echipa națională neoficială a Kosovoului, jucând sub numele de Team Kosovo, pentru a juca în două meciuri neoficiale împotriva a două echipe suedeze. Primul meci a fost cel cu campioana Suediei din 2008, Kalmar FF. Raskaj nu a participat la cel de-al doilea meci împotriva lui Malmö FF.
La 17 februarie 2010. Raskaj a fost din nou chemat la națională pentru un meci amical împotriva Albaniei.
La 10 iunie 2010. Raskaj a fost căpitan al Kosovoului când a jucat într-un meci amical cu echipa sa Halmstads BK pe Örjans Vall din Halmstad. Meciul sa încheiat cu 4-4 cu un alt Halmstads BK și cu Kujtim Bala, un jucător național kosovar, marcând un gol pentru suedezi.
La 28 iulie 2010. Raskaj a anunțat că a ales să reprezinte Kosovoul, declarând că dorește să joace fotbal la nivel internațional și că a considerat că va avea mai multe șanse să o facă pentru Kosovo decât pentru Suedia. El a mai declarat ca nu s-a decis definitiv dacă va juca pentru Suedia, iar antrenorul echipei U21, Jörgen Lennartsson, a declarat că și-a dorit să-l cheme pe Raskaj la echipa U21 pentru Campionatul European sub 21 de ani din Danemarca. Totuși, el încă nu a obținut cetățenia suedeză.

## Noul Zidane
Fostul antrenor al lui Halmstads BK, Janne Andersson, l-a comparat fostul star internațional francez Zinedine Zidane și fostul mijlocașul al lui Arsenal Cesc Fabregas, susținând că are mai mult talent decât doi foști jucători ai lui Halmstads BK, Freddie Ljungberg și Niclas Alexandersson.

## Statistici privind cariera
Până pe 5 noiembrie 2016
| Performanța pe echipe | Performanța pe echipe | Performanța pe echipe | Campionat | Campionat | Cupă           | Cupă           | Continental | Continental | Total     | Total  |
| Sezon                 | Club                  | Campionat             | Aplicații | Goluri    | Aplicații      | Goluri         | Aplicații   | Goluri      | Aplicații | Goluri |
| Suedia                | Suedia                | Suedia                | Ligă      | Ligă      | Cupa Suediei   | Cupa Suediei   | Europa      | Europa      | Total     | Total  |
| --------------------- | --------------------- | --------------------- | --------- | --------- | -------------- | -------------- | ----------- | ----------- | --------- | ------ |
| 2007                  | Halmstad              | Allsvenskan           | 3         | 0         | -              | -              | -           | -           | 3         | 0      |
| 2008                  | Halmstad              | Allsvenskan           | 27        | 0         | 3              | -              | -           | -           | 30        | 0      |
| 2009                  | Halmstad              | Allsvenskan           | 30        | 1         | 2              | -              | -           | -           | 32        | 1      |
| 2010                  | Halmstad              | Allsvenskan           | 26        | 1         | 1              | -              | -           | -           | 27        | 1      |
| 2011                  | Halmstad              | Allsvenskan           | 26        | 0         | 2              | -              | -           | -           | 28        | 0      |
| Norvegia              | Norvegia              | Norvegia              | Ligă      | Ligă      | Cupa Norvegiei | Cupa Norvegiei | Europa      | Europa      | Total     | Total  |
| 2012                  | Sandnes               | Tippeligaen           | 21        | 3         | 1              | 0              | -           | -           | 22        | 3      |
| 2013                  | Sandnes               | Tippeligaen           | 30        | 0         | 2              | 0              | -           | -           | 32        | 0      |
| 2014                  | Sandnes               | Tippeligaen           | 26        | 0         | 1              | 0              | -           | -           | 27        | 0      |
| 2015                  | Sandnes               | OBOS-Ligaen           | 29        | 2         | 2              | 0              | -           | -           | 31        | 2      |
| 2016                  | Sandnes               | OBOS-Ligaen           | 25        | 0         | 3              | 0              | -           | -           | 28        | 0      |
| Total                 | Suedia                | Suedia                | 112       | 2         | 8              | -              | -           | -           | 120       | 2      |
| Total                 | Norvegia              | Norvegia              | 131       | 5         | 9              | -              | -           | -           | 140       | 5      |
| Total carieră         | Total carieră         | Total carieră         | 243       | 7         | 17             | -              | -           | -           | 260       | 7      |